# Trówła
Trówła, tróhła, trógła - malowana, datowana skrzynia na ubrania i cenne przedmioty, element posagu panny młodej, w którym gromadziła wyprawę ślubną. W trówłach, poprzedniczkach szaf, trzymano ubrania i najcenniejsze przedmioty w domu, był one cenne i przekazywane z pokolenia na pokolenie.

## Historia
Na Śląsku Cieszyńskim powszechnym wyposażeniem XIX-wiecznych domostw na terenach nizinnych były drewniane skrzynie malowane, które w zależności od regionu nazywano: trógłami, tróhłami, bądź trówłami. Skrzynia malowana jest uważana za ostatnie stadium rozwojowe ludowych skrzyń odzieżowych. Ich przodkiem były skrzynie wałaskie lub wołoskie (zwane potocznie sztrychami lub sąsiekami), które nie były malowane, a zdobienia ograniczały się do prostych ryzowań. Głównymi ośrodkami w których wykonywano trówły były m.in. Cieszyn, Skoczów, Jabłonków.
Połowa XVIII w., to okres gdy w izbach chłopskich zaczęły się pojawiać pierwsze trówły. W książce p.t. "Dzieje Śląska Cieszyńskiego od zarania do czasów współczesnych" (Tom V) pod redakcją Idziego Panica, w rozdziale "Rolnictwo i przemiany cywilizacyjne na wsi cieszyńskiej" (aut. Janusz Gruchała, Grzegorz Studnicki), w podrozdziale dotyczącym sytuacji bytowej mieszkańców wsi, został opisany podział funkcjonalny pomieszczeń drewnianych domów dwuizbowych oraz ich wyposażenia - w tym i trówły: "Po jednej stronie była izba kurlawa, a po drugiej świetnica oraz komora. Świetnica służyła do przyjmowania szczególnych gości. W kącie, w którym znajdował się stół, kilka zydli oraz ciągnęły się ławy, na ścianach umieszczano obrazy o treści religijnej. W pomieszczeniu tym znajdowały się zdobione skrzynie drewniane typu wałaskiego, zdobione ryzowaniem, które od lat sześćdziesiątych XIX wieku zastępowały skrzynie malowane – trówły, w których przechowywano odzież kobiecą, oraz dwa łóżka".
Skrzynia, nazywana nieraz weselną lub wianną, była z racji tego postrzegana jako sprzęt raczej kobiecy i niejednokrotnie przekazywana w rodzinie z pokolenia na pokolenie. Wygląd trówły i jej zawartość były oznaką zamożności, a jej funkcja użytkowa, była uzupełniana przez wartość pamiątkową i sentymentalną - powiązaną z domem rodzinnym, okresem przejścia; zamążpójścia i przenosin do domu męża. Była cenna sama w sobie, jako przedmiot dekoracyjny, odznaczający się malowanym dekorem oraz ze względu na zawartość; przechowywano w niej: odświętną odzież kobiecą, bieliznę, jedwabne fartuchy, chustki oraz inne części garderoby, czy też kosztowności. Te ostatnie (drobne elementy garderoby: wstążki, ozdoby stroju tradycyjnego, modlitewniki, listy, pieniądze) były przechowywane we wnętrzu górnej części skrzyni, w tzw, przyskrzynku, rodzaju skrytki z ruchomym wieczkiem. W celu zabezpieczenia odzieży przed szkodnikami do trówły wkładano pachnące ziele, kilka jabłek lub tytoń.
Zanim skrzynie były wykonywane na zamówienie przez specjalizujących się w tym rzemieślników i zanim były przekazywane z pokolenia na pokolenie, to ich wykonywaniem zajmowali się własnoręcznie narzeczeni panien, po to aby można była zebrać i przewieźć posag panny młodej.
Skrzynie malowane były wypierane przez modę na meble mieszczańskie podpatrzone np. przez wiejskie dziewczyny, będące w mieście na służbie. Istotny był też wpływ I wojny światowej, gdy to wielu rzemieślników trudniących się wcześniej wyrabianiem tróweł, wróciło wojska, czy z czeladnictwa przynosząc do swoich warsztatów nowe umiejętności i wiedzę z zakresu mebli drewnianych. W wyniku tego malowane skrzynie były wypierane przez meble miejskie, malowane najczęściej na jeden kolor, w tym i przez szrank czyli komodę.

## Nazewnictwo
Nazwa, która odnosi się do cieszyńskiej skrzyni była zróżnicowana i zależała zależności od lokalnej gwary cieszyńskiej i brzmiała następująco:
- trógła — w okolicy Jabłonkowa,
- tróhła — koło Cieszyna,
- trówła — w Zagłębiu Karwińsko-Orłowskim[3].

W języku czeskim oraz w języku słowackim do dzisiaj występuje też słowo "truhla", które oznacza trumnę. To słowo o tym znaczeniu nie jest jednak powszechnie używane, a częstszym słowem o tym znaczeniu jest "rakev" w języku czeskim i "rakva" w języku słowackim.
W języku polskim zachowało się słowo o tej samej etymologii, czyli truchło.

## Budowa
Trówły malowane, kształtem nie różniły się zbytnio od poprzedniczek (skrzyń wałaskich), ale wyróżniały się doborem drewna, staranniejszym wykonaniem, płaskim wiekiem, a w szczególności sposobem łączenia ścian bocznych i dekorowaniem. Do wykonania tróweł używano najczęściej świerkowych lub sosnowych desek z obu stron gładko heblowanych, o grubości zwykle 3 cm. Inne gatunki były wykorzystywane przez bardziej majętnych gospodarzy, a dodatkowo, różniło się to często od regionu wykonania trówły - np. w okolicy Jabłonkowa wykonywano je z jesionu. Z drewna jodłowego, z cieńszych i bielszych desek wykonywano mniejsze schowki wewnątrz skrzyni.
Deski na skrzynię dobierano bardzo starannie: były szerokie, miały równo ułożone słoje i jak najmniej sęków, co sprawiało, że ściany trówły miały mało łączeń. Deski łączono na różne sposoby, bez użycia gwoździ. Najczęściej spajano je klejem stolarskim, wzmacniając łączenia drewnianymi, przeważnie brzozowymi klinkami, których końce były umieszczone w obu przylegających do siebie sąsiednich deskach. Poszczególne ściany skrzyni spajano na krawędziach odpowiednimi wycięciami na tzw. cynki.
Deski wieka oraz dna skrzyni łączono w kilku miejscach klinkami, a następnie klejono. Listwa, którą obrzeżone było wieko skrzyni (z przodu i dwóch boków) była gęsto przytwierdzona klinkami, aby nie doszło do jej oderwania przy częstym otwieraniu skrzyni. Takie listwy często były łączone w narożach na wpust, a dookoła ozdobnie profilowane.
Wymiary tróweł cieszyńskich nie były jednakowe i często ich proporcje uzależnione były od okresu wykonania. Starsze skrzynie były dłuższe i niższe (prawdopodobnie przystosowane do siadania na nich), a nowsze (zwłaszcza te wykonane po 1900 roku) były krótsze, ale wyższe. Typowe wymiary trówły, to: długość 110 cm, szerokość 75 cm, a wysokość od 65 do 70 cm.
Istotnym elementem trówły były nóżki - podnóża, które chroniły dno od wilgoci oraz decydowały o wyglądzie skrzyni i nadawały jej specyficzny kształt, wyróżniający ją od kufra. Nóżki miały kształt zwykłych klocków zamontowanych w pod narożami skrzyni, lub ozdobniejsze - wytoczone na tokarce nożnej w kształcie walca, kuli, czy talerza. Na terenach podgórskich, np. koło Jabłonkowa, powszechniejsze były podnóżki ramowe. Taką trówłę ustawiano na tzw. łóżeczku, czyli ramie zbitej z desek szerokich 20-30 cm. Rama ta mogła być zlicowana z resztą skrzyni, albo była o 2-3 cm szersza i wystawała poza jej lico, tworząc u dołu pewien rodzaju gzymsu, podkreślonego profilowaną listwą ozdobną. Wycięcia u dołu tej ramy pełniły funkcję ozdobną i umożliwiającą cyrkulację powietrza do dna skrzyni. Na nizinnych terenach zdarzało się, że w podstawkach umieszczano szufladę, w odróżnieniu od terenów górskich, gdzie zdarzało się to rzadko.
We wnętrzu skrzyni, zazwyczaj po lewej stronie, znajdowała się mała szufladka zwana przyskrzynkiem, która była zamykana ruchomym wieczkiem, obracającym się na czopach, umieszczonych w przedniej i tylnej ścianie skrzyni. Czasem występowały dwa przyskrzynki, umieszczone jeden nad drugim. W górnym przechowywano drobne elementy garderoby i przedmioty podręczne np. czepce, przepaski, wstążki, listy, modlitewki itp., a w dolnym przedmioty bardziej kosztowne, np. ozdoby stroju tradycyjnego, pieniądze itp. Aby można było otworzyć dolny przyskrzynek, trzeba było nacisnąć na dno w odpowiednim miejscu, aby obróciło się ono na zamontowanych czopach. Niektóre przyskrzynki miały też podwójne dno dla zmylenia złodzieja.
Na trówłach ludowych były mocowane nieliczne i niezbędne elementy metalowe: zawiasy wieka oraz zamki. Najprostsze były wykonane z dwóch ogniw spojonych z sobą na podobieństwo ogniw łańcucha. Nowszym typem były zawiasy o długich ramiączkach, tzw. pasowe. Widoczną część zawiasu pokrywano często ozdobami stempelkowymi, a końce ozdobnie przycinano.

## Dekoracja
Malowanie trówły rozpoczynano od zapuszczania ich pokostem, lub gruntowania gipsem, a następnie od zamalowania tła na odpowiedni kolor. Barwy teł często można przypisać do regiony ich wytworzenia, choć nie można tego traktować za pewnik. Na Śląsku Cieszyńskim występowały przeważnie tła ciemnoniebieskie, zielone lub brązowe, w tym - na Podbeskidziu Cieszyńskim ciemnozielone, w okolicach Cieszyna ciemnoniebieskie, a w Zagłębiu karwińsko-ostrawskim brązowe lub żółto-brązowe. Ze względów praktycznych i ekonomicznych tylna ściana trówły pozostawała niezamalowana, bo była niewidoczna, a farba mogłaby chłonąć wilgoć.
Do malowania używano sproszkowaną farbę, którą mieszano z wodą, a następnie uzupełniano klejem stolarskim lub pokostem jako spoiwami. Ornamenty w żywych kolorach malowano za pomocy pędzli, pomagając przy tym palcem lub patyczkiem. Wytwórcy tróweł lub warsztat rzemieślniczy, korzystał często z własnej palety farb, z których najpopularniejsze były barwy: biała, żółta, czerwona, niebieska, brązowa, złota i ciemna, zielona w różnych odcieniach, cynober i czarna.
Motywy dekoracyjne na ścianie czołowej ujęte były przeważnie w dwóch polach zdobniczych, w tzw. okiynkach lub tabulkach (okienkach lub tabliczkach), a dodatkowo, w niektórych rejonach Śląska Cieszyńskiego występowały trówły z ornamentami na ścianach bocznych. Pola zdobnicze na froncie skrzyni miały kształt zbliżony do kwadratów rozmieszczanych symetrycznie w równej odległości od środka przedniej ściany z obramowywaniem. Takie obramowanie mogło być wykonane linią ciągłą, przerywaną, linią kropkowaną, czasem też linią podwójną (w kolorach kontrastujących do siebie). Zdarzało się też, że pola zdobnicze, były obramowane z wąskich i profilowanych listewkami profilowanymi, przyklejonym i do ścian skrzyni. W tradycyjnych skrzyniach częściej dla odróżnienia tła, pola zdobnicze malowano kolorem wyróżniającym je od pozostałej części głównego koloru trówły.
Zdobienia, które wypełniały przygotowane pola przybierały charakter ornamentyki roślinnej, rzadziej z motywami zoomorficznymi. Ornament posiadał zazwyczaj kształt rozłożystego bukietu kwiatowego, osadzonego w naczyniu, np. wazonie, dzbanuszku, kielichu, koszyku, lub są związane są wstążką na kokardkę. Bukiety kwiatowe i wiązanki złożone były z kwiatów dużych, kolistych, o kształtach i kolorach, np. róż, piwonii, tulipanów, narcyzów, ewentualnie z kwiatów drobniejszych, gwiaździstych i promienistych, np. nagietków, złocieni, stokrotek. Kwiaty były przedstawiane w rzucie bocznym lub w rzucie górnym, z otwartym kielichem z widocznym w środku układem pręcikowo-słupkowym, Najczęściej pojawiającym się kwiatem jest tulipan, który występował w jednorodnych bukietach, bądź też jako kwiat centralny wśród wiązanek złożonych z drobniejszych kwiatów, np. goździków, narcyzów, bratków, złocieni, niezapominajek, konwalii.
Jako uzupełnienia pustej przestrzeni w widocznej części trówły, występowały proste wiązanki kwiatowe, kwitnące gałązki i pojedyncze kwiatki, które tak jak i główne elementy zdobnicze, występowały symetrycznie. Do dodatkowych elementów zdobniczych można tez zaliczyć pas girlandowy, wykonany z białych, żółtych lub niebieskich łuków, przetykanych drobnym i kwiatuszkami umieszczony ponad polami zdobniczym oraz dodatkowo np. przy krawędzi dolnej zachodząc na ściany boczne. Główne elementy zdobnicze występujące na ścianach bocznych występował często jako powtórzony ornament ze ściany głównej, zazwyczaj przedstawiony jako mniej okazały bukiet kwiatowy lub jego element, czy też wieniec. Takim wieńcem bywał też ornament na wieku o często występującym kształcie elipsy.
Na niektórych skrzyniach umieszczano datą ich wykonania; cyframi arabskimi zapisując rok, a czasem z dopiskiem „Roku“ lub „Anno“. Datę tę umieszczano na ścianie czołowej nad zamkiem lub pod nim, lub pomiędzy polami zdobniczymi, a są też datowania, ewentualnie połowa daty była umieszczana w lewym polu zdobniczym, a druga połowa w prawym. Cennym (z punktu widzenia historycznego) był też zapis nazwiska właścicielki trówły, umieszczany jako „imię, nazwisko, data“, czy też dłuższe - jak np. „Roku 1850, 25 Januar - imię, nazwisko“.

## Trówła jako eksponat
W Muzeum Śląska Cieszyńskiego zebranych jest 40 skrzyń, z których najstarsze pochodzą z końca XVIII wieku, a część z nich jest elementem ekspozycji Działu Etnografii.
We wrześniu 2021 roku odbyła się wystawa p.n. „Przyskrzynieni”, która towarzyszyła jubileuszowej XX edycji Skarbów z Cieszyńskiej Trówły. Na wystawie zaprezentowano osiem cieszyńskich skrzyń malowanych oraz plansze z przemalowanymi wzorami cieszyńskich skrzyń ludowych, które powstały w ramach działalności Towarzystwa Przemysłu Ludowego i Domowego w Cieszynie.
W Muzeum Jana Wałacha w Istebnej znajduje się trówła pochodząca z 1873 roku, która była własnością Jana Wałacha (polskiego grafika, malarza, rzeźbiarz i mistrza drzeworytu).
W 2015 r., w Oranżerii Zamku Cieszyn odbyła się wystawa "Trówła. Portret podwójny", prezentująca tradycyjne skrzynie wianne oraz inspirowane nimi współczesne projekty, które w większości powstały jako prace powarsztatowe uczestników warsztatów "Dizajn u źródeł. Drewno". Były to warsztaty Zamku Cieszyn na styku dizajnu i rzemiosła, których uczestnicy stworzyli własne projekty inspirowane trówłami, w ramach projektu zrealizowanego z programu Narodowego Centrum Kultury w ramach programu Kultura-Interwencje 2015.
Jedna z tróweł pochodząca z Brennej Leśnicy, datowana na 1830 rok - eksponat o numerze inwentarzowym GPE-58 z Muzeum „Górnośląski Park Etnograficzny w Chorzowie”, stała się przyczynkiem do opracowania artykułu "Konserwacja i restauracja skrzyni wiannej – trówły z 1830 roku ze zbiorów Muzeum Górnośląski Park Etnograficzny w Chorzowie w magazynie "Rocznik Muzeum Górnośląski Park Etnograficzny w Chorzowie". Zdjęcie tej trówly znajduje się m.in. na okładce tego magazynu.
Najstarszą wystawą, o której można przeczytać i na której eksponatem była trówła, to ta, która odbyła się w 1926 roku. Była ona zorganizowana przez Macierz Szkolną Księstwa Cieszyńskiego i opisana przez Wiktora Kargera - ówczesnego kustosza Muzeum Miejskiego w Cieszynie, z którego ta trówła pochodziła. Była to skrzynia ryzowana, pochodząca z Ligotki Kameralnej, własność wójta Karola Wałacha. Jej opis można znaleźć w artykule "Rumuńska skrzynia weselna ze śląskich Beskidów" autorstwa Wiktora Kargera: "Trówła ta jest sporządzona z bukowych desek; jej długość wynosi 109 cm, wysokość 84 cm, a szerokość 68cm. Jedyną jej ozdobę stanowi geometryczne ryzowanie pokrywające całą zewnętrzna powierzchnię. Drzewo trówły jest szczerniałe od dymu stoczone od robaków, zresztą dobrze zachowane z wyjątkiem przedniej krawędzi wieka, które wykazuje lekkie uszkodzenie. Ornament składa się z wyrżniętych linij, które wskutek krzyżowania się tworzą romby. Na bocznych ścianach ornament rombowy jest poprzerywany kilkoma wąskimi polami prostopadlemi, wypełnionemi parami współwierzchołkowych trójkątów. Natomiast wieko lekko wygięte posiada jednostajny ornament rombowy a jedynie poprzeczne listwy wieka maja od spodu kilka większych wycięć. Również oryginalna jest sama konstrukcja skrzyni. Budowa prymitywna, nieregularna przypominająca robotę ciesielską. W każdej ścianie bocznej są trzy deski, przytwierdzone na prostopadłych krawędziach do pionowych narożników za pomocą wpustów i wypustów. Podobna konstrukcje ma również wieko. Przedłużenie narożników od spodu tworzy nogi skrzyni. Całą trówłę można łatwo i prędko rozłożyć, co umożliwiało wygodny jej transport. Jest rzeczą godną uwagi, że ten typ skrzyni jest zupełnie odmienny od zwykłych tróweł śląskich, których ściany są zawsze z miękkiego drzewa, pomalowane i zazębione".

## "Skarby z cieszyńskiej trówły"
"Skarby z cieszyńskiej trówły", to nazwa imprezy regionalnej, która odbywa się na wzgórzu zamkowym w Cieszynie i jest organizowana przez Zamek Cieszyn (wcześniej Śląski Zamek Sztuki i Przedsiębiorczości) oraz przez Miasto Cieszyn i Czeski Cieszyn. Wydarzenie to jest organizowane od 2001 roku zazwyczaj na jesień - z wyjątkiem XXIII edycja - z 2024 roku, która odbyła się latem - 17-18 sierpnia i przeważnie w weekend, z wyjątkiem V-tej edycji - z 2005 roku trwała dwa tygodnia - od 15 września do 2 października.
Nazwę imprezy wymyślił w 2000 roku Mariusz Makowski - kustosz Muzeum Śląska Cieszyńskiego przy okazji zgłoszenia wydział kultury Urzędu Miejskiego w Cieszynie do konkursu ogłoszonego przez Ministerstwo Kultury na organizację niecodziennych spotkań z tradycją.
W ramach imprezy odbywają się np.: spotkania z twórcami ludowymi, znanymi osobami, warsztaty rękodzieła (np. snycerstwo, wikliniarstwo i tkactwo), wycieczki, spektakle, koncerty, wystawy, konkursy.
Powtarzającymi się elementami programu "Skarby z cieszyńskiej trówły" są: jarmark rzemiosła z udziałem rzemieślników z Polski i Czech, konkurs pieczenia strudla im. Kingi Iwanek-Riess, koncerty kapel góralskich, czy też Zespołu Pieśni i Tańca Ziemi Cieszyńskiej im. J. Marcinkowej.
"Skarby z cieszyńskiej trówły", cztery razy (w 2016, w 2017, w 2020 i w 2022 roku) były zorganizowane w ramach Europejskich Dni Dziedzictwa.

## Trivia
W Czechowicach-Dziedzicach, w Izbie Regionalnej, działającej w Miejskim Domu Kultury, można wypożyczyć audioprzewodnik, w którym jedno z nagrań dotyczy opisu trówły jako eksponatu. Nagranie jest zatytułowane "TRÓWŁA czyli skrzynia na ubrania".
W 2012 roku, w Domu Polskiego Związku Kulturalno-Oświatowego w Mostach koło Jabłonkowa powstała kurtyna przeciwpożarowa ozdobiona ilustracją nawiązująca do motywów pojawiających się na tradycyjnych, beskidzkich trówłach. Ruchoma kurtyna, oddzielająca scenę od sali widowiskowej i została zaprojektowana przez Antoniego Szpyrca - pochodzącego z Wędryni artystę (który znany był z malarstwa na szkle, a także z renowacji tróweł). Pomalowaniem kurtyny zajęły się dwie uczennice trzeciej klasy Zespołu Szkół Plastycznych im. Antoniego Kenara w Zakopanem: Sabina Jurasz z Przybędzy z okolic Żywca i Aneta Kukuczka z Istebnej.
Trówła stanowiła też motyw dla lokalnych poetów - Juliusz Wątroba z Jasienicy, w wierszu "Wróble", tak ją wspomina:
"Hań, na górze, w starej trówle
gniozdo se zrobiły wróble.
Wróblo baba wajca zniósła
w bjołym czepcu i w porwósłach.
Wróbel dziubek wszyndy wstyrkoł
- djosek po cieszyńsku ćwiyrkoł.
A za jakisi czas w trówle
wykluły sie mlode wróble.
Głodne dziuby fest rozwarły
i jyno by żarły, żarły...
I jo was tóm godkóm bodnym:
Choć żech nie ptok, też żech głodny!!".
W 2013 roku została wydana książka p.t. "Skarby cieszyńskiej trówły. Zakład Wychowawczy w Cieszynie (1912–1937) Historia, ludzie, praca", autorstwa Danuty Raś. Książka dotyczy wychowania młodzieży zagrożonej niedostosowaniem społecznym, przestępczością w pierwszej połowie XX wieku w Zakładzie Wychowawczym w Cieszynie oraz w placówkach pokrewnych.
Na Uniwersytecie im. Adama Mickiewicza w Poznaniu, w maju 2023 roku, w trakcie warsztatów o Śląsku Cieszyńskim można było pomalować skrzynię wzorowaną na cieszyńskiej skrzyni malowanej. Warsztaty organizowała Swietłana Gaś, adiunkt w Instytucie Etnolingwistyki. Śląsk Cieszyński.